# Sandy Narrows 184C
Sandy Narrows 184C är ett reservat i Kanada.   Det ligger i provinsen Saskatchewan, i den centrala delen av landet, 2 200 km nordväst om huvudstaden Ottawa.
Trakten runt Sandy Narrows 184C är nära nog obefolkad, med mindre än två invånare per kvadratkilometer.